# Козирів
Ко́зирів —  село в Україні, у Берестинському районі Харківської області. Населення становить 24 людини станом на 2020. Орган місцевого самоврядування — Володимирівська сільська рада.
Після ліквідації Сахновщинського району 19 липня 2020 року село увійшло до Красноградського (Берестинського) району.

## Географія
Село Козирів знаходиться на відстані 2,5 км від річки Оріль (правий берег). За 1 км знаходиться село Володимирівка. По селу протікає пересихаючий струмок з загатою.

## Історія
- 1875 - дата заснування.